# Neoeutrypanus maculatus
Neoeutrypanus maculatus là một loài bọ cánh cứng trong họ Cerambycidae.